# 摄政剧院 (墨尔本)
摄政剧院（Regent Theatre）是澳大利亚 维多利亚州墨尔本的一座历史建筑，位于科林斯街。它原为电影院，建于1929年，1970年关闭，1996年8月17日修复后重新开放，改为剧场。这是墨尔本的六个城市剧院之一，统称为东区剧院区（East End Theatre District）。它是由查尔斯·巴兰坦设计，具有华丽的宫殿风格，有哥特式大厅、路易十六式礼堂和西班牙巴洛克式广场舞厅，已列入维多利亚遗产名录。